# صالح الأشوان
صالح الأشوان هو عضو في جمعية الحقوق المدنية والسياسية في السعودية وهي منظمة شهيرة دعت إلى إطلاق سراح السجناء السياسيين واحترام أكبر لحقوق الإنسان في المملكة العربية السعودية والتي كانت محظورة في آذار/مارس من عام 2013. اعتقلت السلطات السعودية الأشوان في يوليو/تموز 2012 سبب دفاعه عن حقوق المرأة ثم سجنته من دون محاكمة بل منعت المحامين من الوصول له منذ ما يقرب من أربع سنوات كما صادر كل أجهزته الإلكترونية. احتجزته السلطات لمدة شهرين من بمعزل عن العالم الخارجي وأكّد نُشطاء حقوق إنسان آخرون أن صالح قد تعرض للتعذيب والضرب كما تمّ تجريده من ملابسه ثم تم تعليقه من أطرافه في سقف غرفة الاستجواب. حكمت محكمة سعودية في عام 2016 على الأشوان بالسّجن خمس سنوات كما فرضت عليه حظرا يمنعه من السفر إلى الخارج. صالِح مُحتجزٌ حاليًا في سجن الحائر جنوب الرياض. يُشار هنا إلى أنه بسبب كل هذه التجاوزات؛ اعتبرته منظمة العفو الدولية سجين رأي وطالبت بإطلاق سراحه.